# Other Worlds
Other Worlds is een toneelstuk van de Britse auteur Robert Holman, voor het eerst opgevoerd in het Londense Royal Court Theatre op 6 mei 1983 in een regie van Richard Wilson. Dit historisch drama speelt in de late achttiende eeuw nabij de dorpen Fylingthorpe en Robin Hood's Bay aan de kust van North Yorkshire. Volgens Holman was dit zijn eerste poging een 'groot' historisch stuk met drie bedrijven te schrijven. Hij maakte deels gebruik van de legende van de monkey hangers van Hartlepool; deels werd hij geïnspireerd door het veelvuldig voorkomen van de achternaam Storm op de zerken van het oude kerkhof van Robin Hood's Bay, waardoor hij besloot het stuk met een storm te laten beginnen. Holman schreef drie jaar aan het werk. De acteurs repeteerden op het strand van Robin Hood's Bay.

## Samenvatting

### Eerste bedrijf
In de vroege ochtend van 11 juli 1797 lijdt een boot schipbreuk aan de kust van Yorkshire. De vissers Joe Waterman en Robert Storm gaan op verkenning. Het weeskind Mary woont op het strand. Zij breekt in de keuken van Anne Wheatley in om eten te stelen. Anne en haar nicht Betsy vangen haar en ranselen haar af. Mary draagt de kleren van haar overleden broer en iedereen houdt haar het hele stuk lang voor een jongen. De mensen van de boerderijen spreken al jarenlang niet meer tegen de vissers; het gaat om een oude vete. Annes zoon John zegt dat de storm de oogst vernield heeft en dat een van de koeien door de bliksem getroffen is. Mary loopt weg. Anne houdt een dagboek bij en weet dat Betsy het heimelijk leest. Betsy is niet haar nicht.
Mary komt naar het huisje van de vissers Robert en Molly. Robert heeft een aangespoelde kist met musketten gevonden. Frankrijk tracht Engeland binnen te vallen en de mannen moeten zich verdedigen. Mary ontmoet een gorilla. Ze noemt hem Stockton, naar haar geboorteplaats. Zij en Stockton worden meteen hechte vrienden. De vissers vangen Stockton met een net, want ze zijn overtuigd dat hij een Franse spion is.

### Tweede bedrijf
Twintig jaar eerder: kerstavond 1777. Joe Waterman wacht in de sneeuw op zijn vriendinnetje Emma, de meid van lokaal landeigenaar Richard Wheatley. Joe heeft geen schoenen. Richard biedt Joe een baan als knecht aan, waardoor hij zijn vissersbestaan achterwege zal moeten laten. Joe heeft een hekel aan Richard. Al het land dat hij zich door enclosure heeft toegeëigend, werd vroeger gemeenschappelijk gebruikt door de boeren en vissers. Emma is zwanger en wil dat Joe de baan aanvaardt, maar Joe wil met haar weggaan. Emma leert Joe lezen aan de hand van The Horse-Hoeing Husbandry van Jethro Tull. 's Anderendaags beramen de vissers een overval om het land terug te nemen. Richard schenkt Joe zijn oude schoenen, maar hij weigert ze en zegt dat hij het land wil waarop hij recht heeft. Richard slaat Joe in elkaar en laat hem voor dood achter.
Op oudejaar wacht Emma in een bos op een boggart. William Elderberry is echter een dwerg van het rondtrekkende circus. Emma vertelt hem over de gevechten tussen boeren en vissers. De boeren hebben gewonnen en de vissers moeten voor de rechtbank verschijnen. Ze wilde met Joe naar York verhuizen. William en Emma drinken een glas wijn op het nieuwe jaar.

### Derde bedrijf
Het is weer 11 juli 1797. Joe komt 's avonds laat de keuken van Anne Wheatley binnen. Zij is geheel van streek, want Joe hoort al twintig jaar dood te zijn. Joe herinnert zich dat Emma ooit iets gezegd had over een Fransman die de familie Wheatley bezocht en wil weten hoe hij eruitzag: was hij bedekt met haar en liep hij meestal op vier poten? Maar Anne licht Joe in dat de Fransman van toentertijd op twee benen liep en een pruik droeg. Nu is Joe overtuigd dat het wezen geen Fransman, maar een dier is.
Joe wist niet dat Emma in het kraambed gestorven is. Betsy heeft het gesprek afgeluisterd: Joe is haar vader. Joe heeft zijn boot verkocht en wil de eerste school in het dorp stichten. Hij vraagt Anne om hulp. Betsy verlaat het huis om bij haar vrijer te gaan wonen, die een visser is. Richards zoon John komt stomdronken binnen en tracht tevergeefs het 'spook' van Joe te slaan.
Mary en Stockton de aap zitten in een kooi bij het huis van Robert en Molly Storm. Joe poogt Robert tevergeefs te overtuigen dat Stockton een dier is, maar Robert is absoluut zeker dat hij een Franse spion is. Mary en Stockton zullen beiden opgehangen worden. Stockton troost Mary en vraagt haar geen wrok jegens deze mensen te koesteren; ze weten niet beter. Hij zegt dat hij eigenlijk Mister Africa heet en de scheepsmascotte van een Engelse kapitein was. Hij heeft de hele wereld afgereisd, terwijl deze dorpsbewoners niet eens weten hoe een Fransman eruitziet.
In de laatste scène zijn Mary en Stockton op het strand opgehangen. Anne komt Joe opzoeken en heeft haar dagboeken meegebracht, waarin veel over Emma geschreven staat. Ze wil meehelpen met de nieuwe school, die halverwege tussen het boeren- en vissersdorp moet verrijzen. Er waren geen Fransen: het schip dat op de klippen was gelopen, was een Brits schip. Overigens ware het niet logisch dat de Fransen een invasie via Yorkshire zouden uitvoeren, want Frankrijk ligt tegen de Engelse zuidkust. Joe wist dit niet. Educatie voor de plaatselijke bevolking is broodnodig.

## Receptie
Other Worlds verdeelde de recensenten; critici vonden een sprekende aap niet realistisch genoeg. Het stuk werd in latere jaren niet meer hernomen. Volgens Holman was Other Worlds zijn 'meest publieke' toneelstuk, terwijl hij veeleer een 'privéschrijver' was. Hij verklaarde dat zijn stukken geen duidelijke ideologie hebben; ze gaan over datgene waarvan de toeschouwer wil dat ze erover gaan.